# Реметалк II (царь Фракии)
Реметалк II (др.-греч. Ῥοιμητάλκης; ум. в 37/38) — сапейский династ, правитель Северной Фракии в 18/19—25/26 годах, царь Фракии в 25/26—37/38 годах из Сапейской династии. Сын и наследник правителя Северной Фракии Рескупорида II.

## Происхождение и начало правления
Реметалк II происходил из фракийского племени сапеев и, согласно Анналам Тацита, был сыном сапейского царя Рескупорида II, которого Октавиан Август после смерти фракийского царя Реметалка I в 12/13 году назначил правителем Северной Фракии. Имя матери Реметалка не сохранилось, однако известно, что она была дочерью царя Реметалка I. Родословная Реметалка содержится в нескольких надписях, сохранившихся до наших дней, в частности, «вторая» надпись из Визия датирована временем правления «Реметалка, династа Фракии, внука по отцу царя Котиса и внука по матери царя Реметалка» и при этом «сына Рескупорида, династа Фракии», а обнаруженная в 1953 году надпись из Абритуса (под номером IGBulg II 743) упоминает некоего царя Фракии, «внука по отцу царя Котиса (II) и внука по матери царя Реметалка (I)» и при этом сына некоего династа Фракии. Этим царём Фракии, имя которого не сохранилось в надписи из Абритуса, исследователи также считают Реметалка II. По одной версии (С. Ю. Сапрыкин), родители Реметалка II приходились друг другу дядей и племянницей, поскольку сапейские династы Рескупорид II и Реметалк I были родными братьями. Согласно другой версии (М. С. Тачева, Рескупорид II был племянником Реметалка I, соответственно, родители Реметалка II были двоюродными братом и сестрой.
Началу правления Реметалка II предшествовали драматические события в его семье, оказавшие влияние на дальнейшее развитие политической ситуации во всей Фракии. По сообщению Тацита, отец Реметалка, Рескупорид II, стремясь распространить свою власть на всю Фракию, в 17 или 18 году заманил своего племянника Котиса III, сына Реметалка I, управлявшего Южной Фракией, на примирительный пир, где вероломно пленил его, а когда вести об этом дошли до Рима приказал убить. Уже в следующем году Рескупорид II, обвинённый в римском Сенате женой Котиса Антонией Трифеной, повелением императора Тиберия был отстранён от власти и сослан в Александрию, где вскоре убит. Владения Рескупорида были переданы его сыну Реметалку II, не одобрявшему действий отца, а владения Котиса — его малолетним сыновьям под опекой пропретора Требеллена Руфа. Таким образом, приход Реметалка II к власти имел место не позднее 19 года.

## Правление
О правлении Реметалка II известно, в основном, из сочинений Тацита, а также из ряда сохранившихся посвятительных надписей, в которых он упоминается вначале с титулом династа, затем с царским титулом. К первой группе, в частности, относится упомянутая «вторая» надпись из Визия, ко второй — надпись из Атанасово (Бургас) под номером IGBulg I² № 378 (IGB I², № 378), из Абритуса под номером IGBulg II 743, «вторая» надпись из Анхиалоса и «первая» надпись от Акве Калиде (Бургас), обнаруженная в 2015 году. Характерно, что в большинстве надписей, упоминающих Реметалка II с царским титулом, он первоначально был указан с титулом династа и лишь позднее слово «династ» в них было заменено на слово «царь» (βᾰσῐλέως). Это свидетельствует о том, что вначале Реметалк управлял своей частью Фракии как династ и только потом получил от Рима царский венец.
Тацит в своих Анналах именует Реметалка царём уже в связи с событиями первого фракийского восстания (Койлалетской войны), поднявшегося в четвёртое консульство Тиберия и второе консульство Друза Младшего, то есть в 21 году. По мнению ряда исследователей (к примеру, С. Йорданов, Г. Гаджеро, Н. Шаранков), Тиберий возвёл Реметалка в царское достоинство в 25 или 26 году, профессор С. Ю. Сапрыкин считает, что это событие имело место где то между первым и вторым фракийскими восстаниями, то есть между 21 и 26 годами.